# Top Secret (EP)
Top Secret é o álbum single de estreia solo de Jun Hyoseong, uma integrante do girl group sul-coreano Secret. O álbum foi lançado em 12 de maio de 2014 com a canção "Good-night Kiss" como faixa principal. O álbum contém três canções. O álbum foi lançado com uma edição limitada e outra regular.

## Lançamento
No dia 7 de maio Hyosung lançou um vídeo teaser para a faixa principal "Goodnight Kiss". Em 11 de maio, Hyosung lançou o videoclipe completo para a faixa principal. Em 12 de maio, foi lançado o álbum integral.

## Promoção
Jun Hyoseong promoveu o single "Goodnight Kiss", bem como "Lonely Night" nos seguintes programas musicais em maio de 2014: Music Bank da KBS, Show! Music Core da MBC, Inkigayo da SBS e M! Countdown da Mnet. Ela também uma apresentação na MelOn no dia do lançamento.

## Lista de faixas
| N.º            | Título                                          | Letras                            | Música                            | Duração |  |
| 1.             | "Don't Know Women (feat. J'Kyun)" (여자를 몰라) | J’Kyun, Marco                     | Marco                             | 3:18    |  |
| 2.             | "Good-night Kiss" (Título)                      | Duble Side-kick                   | Duble Side-kick                   | 3:25    |  |
| 3.             | "Lonely Night" (밤이 싫어요)                    | Crazysensibility, Jeon Dawoon, KZ | Crazysensibility, Jeon Dawoon, KZ | 3:14    |  |
| Duração total: | Duração total:                                  | Duração total:                    | Duração total:                    | 9:57    |  |

## Desempenho nas paradas
| Parada                  | Melhor posição |
| ----------------------- | -------------- |
| Gaon Weekly album chart | 2              |

| Canção            | Melhor posição na parada |
| Canção            | KOR                      |
| ----------------- | ------------------------ |
| "Good-night Kiss" | 9                        |

| Tabela                | Vendas       |
| --------------------- | ------------ |
| Gaon (vendas físicas) | KOR: 11.067+ |

## Histórico de lançamento
| País          | Data               | Formato              | Gravadora                           |
| ------------- | ------------------ | -------------------- | ----------------------------------- |
| Coreia do Sul | 12 de maio de 2014 | CD, download digital | TS Entertainment LOEN Entertainment |
| Mundial       | 12 de maio de 2014 | Download digital     | Sony Music                          |